# EHF-Europapokal der Pokalsieger der Frauen 1977/78
Am Europapokal der Pokalsieger 1977/78 nahmen 15 Handball-Vereinsmannschaften aus 15 Ländern teil. Diese qualifizierten sich in der vorangegangenen Saison in ihren Heimatländern im Pokalwettbewerb für den Europapokal. Bei der 2. Austragung des Pokalsiegerwettbewerbs, konnte mit Ferencváros Budapest eine Mannschaft aus Ungarn den Pokal gewinnen.

## 1. Runde
|                         | Gesamt    |                              | Hinspiel | Rückspiel |
| ----------------------- | --------- | ---------------------------- | -------- | --------- |
| RK Željezničar Novi Sad | 29:28     | TuS Eintracht Minden         | 15:13    | 14:15     |
| Svendborg HK            | 25:25 (1) | AKS Chorzów                  | 14:70    | 11:18     |
| DHC Zürich              | 20:40     | ZSKA Sofia                   | 14:20    | 06:20     |
| Sverresborg IF          | 51:70     | Hapoel Ra'anana              | 28:70    | 23:00     |
| Mora Swift Roermond     | 21:24     | TJ Inter Slovnaft Bratislava | 11:60    | 10:18     |
| Liceu Mau de Carvalho   | 28:45     | Bordeaux EC                  | 13:23    | 15:22     |
| Ferencváros Budapest    | 52:14     | Union Admira Landhaus Wien   | 25:50    | 27:90     |

Durch ein Freilos zog der SC Leipzig direkt in das Viertelfinale ein.

## Viertelfinale
|                              | Gesamt |                         | Hinspiel | Rückspiel |
| ---------------------------- | ------ | ----------------------- | -------- | --------- |
| SC Leipzig                   | 56:32  | RK Željezničar Novi Sad | 29:11    | 27:21     |
| Svendborg HK                 | 26:24  | ZSKA Sofia              | 14:90    | 12:15     |
| TJ Inter Slovnaft Bratislava | 34:15  | Sverresborg IF          | 21:80    | 13:70     |
| Ferencváros Budapest         | 64:25  | Bordeaux EC             | 39:11    | 25:14     |

## Halbfinale
|                              | Gesamt |                      | Hinspiel | Rückspiel |
| ---------------------------- | ------ | -------------------- | -------- | --------- |
| SC Leipzig                   | 46:21  | Svendborg HK         | 23:13    | 23:80     |
| TJ Inter Slovnaft Bratislava | 30:49  | Ferencváros Budapest | 19:20    | 11:29     |

## Finale
Das Finale fand am 23. April 1978 in der Budapester Körcsarnok statt.
|                      | Ergebnis |            |
| -------------------- | -------- | ---------- |
| Ferencváros Budapest | 18:17    | SC Leipzig |

| Ferencváros Budapest | Ferencváros Budapest | SC Leipzig | SC Leipzig |
| | Sonntag, 23. April 1978 um 10:00 Uhr in Budapest (Körcsarnok) Ergebnis: 18:17 (9:10) Zuschauer: 1.500 Schiedsrichter: Stanojevic, Valcic ( Jugoslawien)                                                   |            |            |
| Mária Berzsenyi – Katalin Tavaszi, Rozália Lelkes, Eva Csulik, Péterné Takács, Erzsébet Csajbók, Magdolna Csiha Trainer: Gyula Elek | Renate Rudolph, Hannelore Zober – Steffi Wegner, Hannelore Pallaske, Petra Uhlig, Christina Rost, Eva Lühmann, Vera Schneider, Annett Mühlberg, Waltraud Kretzschmar, Marlies Biber Trainer: Klaus Franke |            |            |
| Csulik (11/4) Tavaszi (3) Lekles (3) Csiha (1)                                                                                      | Schneider (7/7) Wegner (3) Uhlig (3) Lühmann (2) Rost (1) Kretzschmar (1) |            |            |
| 3 | 3 |            |            |